# 高山一実
高山 一実（たかやま かずみ、1994年〈平成6年〉2月8日 - ）は、日本のタレント、司会者、小説家であり、女性アイドルグループ乃木坂46の元メンバーである。千葉県南房総市出身。乃木坂46合同会社所属。夫はQuizKnockプロデューサーのふくらP。正式な表記は「高」の異体字である「髙（はしごだか）」の髙山 一実。

## 来歴
1994年（平成6年）2月8日生まれ。
小学1年生の時、母親の勧めで剣道を始める。小学校を卒業後、南房総市内の中学校へ進学。学校では剣道部に所属した。高山が通っていた地元の学校は女子生徒が20人弱で生徒数が少なかったため、幼稚園から中学校まで皆同じ学校だった。このため女の子らしい格好ができず、その反動で中学生の頃からアイドルになりたいと思い始める。中学校を卒業後、千葉県立安房高等学校へ進学。高校1年生の時、剣道部を退部してからアイドルオタクになり、モーニング娘。のライブへ通い始める。高校2年生の時「モーニング娘。9期メンバーオーディション」に応募したが書類選考で落選。高校3年生の時、音楽大学の声楽科へ進学しようと考えていたが大学に夢を持てず、アイドル歌手になりたいという夢だけが残ったため、乃木坂46の1期生オーディションを受験した。
2011年（平成23年）8月21日、乃木坂46の1期生オーディションに合格。オーディションでは山口百恵の「夢先案内人」を歌った。暫定選抜メンバーに選ばれ、立ち位置は後列だった。オーディションを受験した理由は、歌が好きでアイドル歌手になりたかったから。合格後は上京した。
2012年（平成24年）2月22日、1stシングル「ぐるぐるカーテン」でCDデビューした。同日、2月22日が亡き弟の誕生日であることを公式ブログで明かし、亡き弟へCDをプレゼントし「天国で喜んでくれてたら嬉しい」と語った。5月2日、2ndシングル「おいでシャンプー」のカップリング曲「偶然を言い訳にして」で初のユニットを務めた。
2013年（平成25年）4月3日、東京スポーツ新聞で「乃木坂46 高山一実と仲間たち 昭和にアメイジング！」の連載を開始した。4月7日、『BAD BOYS J』（日本テレビ）でテレビドラマに初のレギュラー出演を開始した。
2014年（平成26年）1月10日、乃木神社で成人式を迎え、1月12日に白浜フローラルホールで開催された南房総市成人式で新成人代表として成人の誓いを読み上げた。
2015年（平成27年）3月、出身地である南房総市の観光大使に就任した。
2016年（平成28年）1月5日、初の短編小説『キャリーオーバー』を執筆した。2月、『ちばアクアラインマラソン2016』のPR大使に就任した。4月6日、雑誌『ダ・ヴィンチ』で初の長編小説『トラペジウム』を連載開始。9月15日、1st写真集『恋かもしれない』（学研プラス）を発売。写真集は週間で1万1816部の売上を記録し、同年9月26日付のオリコン週間ランキングの写真集部門で1位を獲得した。写真集は同年5月下旬に出身地の千葉県南房総市で撮影された。10月17日、16thシングル「サヨナラの意味」で初のフロントを務めることが発表された。
2017年（平成29年）7月25日、18thシングル「逃げ水」の通常盤のカップリング曲「泣いたっていいじゃないか？」で初のセンターを務めることとなり、楽曲が同日開催の「第37回全国高等学校クイズ選手権」の全国一斉大会関東会場で披露された。
2019年（平成31年）2月26日、2nd写真集『独白』（徳間書店）を発売。写真集は週間で2.7万部の売上を記録し、同年3/11付のオリコン週間BOOKランキングの写真集部門で1位を獲得した。4月、「令和小説大賞」（LINE、日本テレビ、アニプレックス主催）のアンバサダーに任命される。
2020年（令和2年）4月21日、小説『トラペジウム』の文庫化を記念し、Instagramを開設した。
2021年（令和3年）7月22日、乃木坂46公式YouTubeチャンネル「乃木坂配信中」における生配信『乃木坂46分TV』にて、28枚目シングルの活動を最後に同年9月末でグループを卒業することを発表した。乃木坂46メンバーとして臨む最後の公演として9月8日・9日に『真夏の全国ツアー2021』東京公演（東京ドーム）の開催が予定されていたが、新型コロナウイルス感染拡大の状況を受けて同公演の開催延期が決定し、あわせて卒業も延期となった。その後、11月20日・21日に振替公演が開催され、グループを卒業した。同年12月1日にオフィシャルサイトを開設。
2022年（令和4年）2月1日、乃木坂46公式サイト内の公式ブログが閉鎖された。同年2月16日、正式には高山の「高」が「髙（はしごだか）」であることを自身の公式インスタグラムのストーリーで公表。「い、言い出すタイミングがわからず…黙っててごめんよ」と10年間隠していた理由を明かし、同年3月1日から始動するファンクラブサイト名を「10年間黙っててごめん」と「素な私でごめんよ」の2つの意味を込めた「髙山でごめん。」とすることを発表した。なお、ファンクラブ以外はこれまで通り「高山」名義を使用する。同年4月25日、公式Twitterを開設。
2023年（令和5年）12月、小説『トラペジウム』のアニメ映画が2024年5月10日より上映されることが発表された。
2024年（令和6年）7月7日、クイズ作家でQuizKnockメンバーのふくらPと結婚したことを発表した。

## 人物
愛称は、かずみん。高山一実の「一実」という名は、長女であることから名づけられた。持ちフレーズは「アメイジング」「ポジピース」「バケラッタ」。靴のサイズは24.5 cm。
昭和を強く愛していて「乃木坂46の昭和キャラ」と呼ばれている。山口百恵、中森明菜、松田聖子のようなアイドルを目指している。山口百恵はテレビで、中森明菜は親の影響で知り、松田聖子は学校の音楽の授業で松田の「SWEET MEMORIES」を歌ったことがきっかけで知った。
自宅のワンルームを2つの部屋のようにして使用していた。中学生の頃は反抗期で荒れていて、この時期に物に当たって壊した所が実家のいたるところにある。また「トライポフォビア」（集合体恐怖症）であることを明らかにしている。
かつて地元の民宿や道の駅のソフトクリーム店でアルバイト経験があり、本人曰く「ソフトクリームのお店にふかわりょうさんが来たことがあり、ふかわさんのDVDをよく見ると私が映ってるんです」と告白している。

### 嗜好
好きな食べ物はターフェルシュピッツ。好きなスポーツはバスケットボール。好きなディズニーキャラクターはダッフィー。好きなブランドはLOVELESS。Little Glee Monsterのファン。
道重さゆみのファン。プライベートで道重のファンクラブイベントに参加している。とくにプラチナ期のモーニング娘。を理想のアイドル像とし、アルバム『モーニング娘。 ALL SINGLES COMPLETE 〜10th ANNIVERSARY〜』を購入してからファンになった。
美少女戦士セーラームーンのファン。2013年、美少女戦士セーラームーンのミュージカルを乃木坂46の川後陽菜と観に行ったのがきっかけでファンになった。とくにセーラーマーキュリーがお気に入りでマーキュリーと自身の名前である一実（かずみ）を掛けて「カーキュリー」と称している。コスプレ衣装も購入し、自身のブログで披露している。後に美少女戦士セーラームーンのグッズを購入しすぎて破産しかけた。2018年の乃木坂46版ミュージカル『美少女戦士セーラームーン』では、セーラーマーズ（火野レイ）役で出演を果たした。

### 趣味
趣味は読書、写真。
読書では好きな小説として湊かなえの『少女』を挙げている。高校生の頃、湊かなえの『告白』に出会う。『乃木坂って、どこ？』でオススメ書籍として湊かなえの『少女』『告白』『贖罪』をあげている。小説はミステリー全般が好きだが、よしもとばななの恋愛小説も好き。好きな漫画は『HIGH SCORE』。
写真は一眼デジタルカメラのオリンパス・ペン ライト E-PL1を使用している。

### 特技
特技は剣道。剣道の経験は10年あり、段級位は2段。剣道現役時代の握力は35キロ。その他、習い事として声楽、ピアノの経験がある。高校生の頃、アルバイトをして白色のエレキギターを購入した経験もあるが2週間程で挫折した。

### 乃木坂46
バラエティ担当、ムードメーカー、an・an美脚選抜、乃木坂活字部部長、乃木坂読書選抜。
バラエティ担当だが、ステージではアイドルでいたいと考えている。バラエティ番組では、他のメンバーに比べて低い個性的な声で「さしすせそ」が言えないなど滑舌も悪く、この声が話題になることがあるが、地声ではなく裏声。
an・an美脚選抜で、グループでナンバーワンの美脚。an・an美脚選抜の9名中6名が「高山が一番の美脚」と答え『an・an』の誌面でもナンバーワンの美脚と評された。
同じ剣道経験者である川後陽菜と、高山を「飴」とし、川後を「鞭」とする『飴と鞭』という非公式ユニットを考案している。西野七瀬と仲が良く、ファンの間では「たかせまる」という愛称で呼ばれている。
下積時代1年目の月給は5万円だった。
好きなミュージック・ビデオは「シャキイズム」、「世界で一番 孤独なLover」、「でこぴん」、「転がった鐘を鳴らせ!」。推したいメンバーは和田まあや。

## 作品

### シングル
乃木坂46
- ぐるぐるカーテン（2012年2月22日、SRCL-7900/6） - EAN 4988009051550。
- 乃木坂の詩（2012年2月22日、SRCL-7900/1） - EAN 4988009051550。
- 会いたかったかもしれない（2012年2月22日、SRCL-7902/3） - EAN 4988009051567。
- 失いたくないから（2012年2月22日、SRCL-7904/5） - EAN 4988009051581。
- 白い雲にのって（2012年2月22日、SRCL-7906） - EAN 4988009051598。
- おいでシャンプー（2012年5月2日、SRCL-7966/72） - EAN 4988009052243。
- 心の薬（2012年5月2日、SRCL-7966/72） - EAN 4988009052243。
- 偶然を言い訳にして（2012年5月2日、SRCL-7966/7） - EAN 4988009052243。
- ハウス!（2012年5月2日、SRCL-7972） - EAN 4988009052298。
- 走れ!Bicycle（2012年8月22日、SRCL-8058/64） - EAN 4988009052908。
- せっかちなかたつむり（2012年8月22日、SRCL-8058/64） - EAN 4988009052908。
- 人はなぜ走るのか?（2012年8月22日、SRCL-8060/1） - EAN 4988009052892。
- 音が出ないギター（2012年8月22日、SRCL-8062/3） - EAN 4988009052908。
- 制服のマネキン（2012年12月19日、SRCL-8201/8） - EAN 4988009056456。
- 指望遠鏡（2012年12月19日、SRCL-8201/8） - EAN 4988009056432。
- やさしさなら間に合ってる（2012年12月19日、SRCL-8201/2） - EAN 4988009056432。
- 渋谷ブルース（2012年12月19日、SRCL-8207） - EAN 4988009056463。
- 指望遠鏡〜アニメ版〜（2012年12月19日、SRCL-8208） - EAN 4988009056487。
- 君の名は希望（2013年3月13日、SRCL-8253/9） - EAN 4988009080833。
- シャキイズム（2013年3月13日、SRCL-8253/9） - EAN 4988009080833。
- ロマンティックいか焼き（2013年3月13日、SRCL-8253/4） - EAN 4988009080833。
- でこぴん（2013年3月13日、SRCL-8257/8） - EAN 4988009080857。
- ガールズルール（2013年7月3日、SRCL-8315/21） - EAN 4988009084725。
- 世界で一番 孤独なLover（2013年7月3日、SRCL-8315/21） - EAN 4988009084725。
- 人間という楽器（2013年7月3日、SRCL-8321） - EAN 4988009084756。
- バレッタ（2013年11月27日、SRCL-8423/30） - EAN 4988009087887。
- 月の大きさ（2013年11月27日、SRCL-8423/30） - EAN 4988009087887。
- 私のために 誰かのために（2013年11月27日、SRCL-8423/4） - EAN 4988009087887。
- そんなバカな・・・（2013年11月27日、SRCL-8425/6） - EAN 4988009087894。
- 月の大きさ〜アニメ版〜（2013年11月27日、SRCL-8430） - EAN 4988009087924。
- 気づいたら片想い（2014年4月2日、SRCL-8520/6） - EAN 4988009092294。
- ロマンスのスタート（2014年4月2日、SRCL-8520/6） - EAN 4988009092294。
- 吐息のメソッド（2014年4月2日、SRCL-8520/1） - EAN 4988009092270。
- 夏のFree&Easy（2014年7月9日、SRCL-8563/9） - EAN 4988009094212。
- 何もできずにそばにいる（2014年7月9日、SRCL-8563/9） - EAN 4988009094212。
- その先の出口（2014年7月9日、SRCL-8563/4） - EAN 4988009094212。
- 何度目の青空か?（2014年10月8日、SRCL-8621/7） - EAN 4988009097251。
- 転がった鐘を鳴らせ!（2014年10月8日、SRCL-8621/2） - EAN 4988009097251。
- 命は美しい（2015年3月18日、SRCL-8780/6） - EAN 4988009104461。
- 立ち直り中（2015年3月18日、SRCL-8780/1） - EAN 4988009104461。
- 太陽ノック（2015年7月22日、SRCL-8840/6） - EAN 4988009110783。
- 魚たちのLOVE SONG（2015年7月22日、SRCL-8840/1） - EAN 4988009110714。
- 羽根の記憶（2015年7月22日、SRC7-6/7） - EAN 4988009110837。
- 今、話したい誰かがいる（2015年10月28日、SRCL-8910/6） - EAN 4988009116761。
- ポピパッパパー（2015年10月28日、SRCL-8910/1） - EAN 4988009116747。
- 悲しみの忘れ方（2015年10月28日、SRCL-8914/5） - EAN 4988009116761。
- ハルジオンが咲く頃（2016年3月23日、SRCL-9025/33） - EAN 4988009124896。
- 憂鬱と風船ガム（2016年3月23日、SRCL-9031） - EAN 4988009124940。
- 裸足でSummer（2016年7月27日、SRCL-9138/44） - EAN 4988009130460。
- 僕だけの光（2016年7月27日、SRCL-9138/44） - EAN 4988009130460。
- サヨナラの意味（2016年11月9日、SRCL-9258/66） - EAN 4547366278873。
- 孤独な青空（2016年11月9日、SRCL-9258/66） - EAN 4547366278873。
- インフルエンサー（2017年3月22日、SRCL-9370/8） - EAN 4547366297515。
- 意外BREAK（2017年3月22日、SRCL-9370/1） - EAN 4547366297515。
- 逃げ水（2017年8月9日、SRCL-9489/97） - EAN 4547366319156。
- 女は一人じゃ眠れない（2017年8月9日、SRCL-9489/97） - EAN 4547366319156。
- ひと夏の長さより…（2017年8月9日、SRCL-9489/90） - EAN 4547366319156。
- 泣いたっていいじゃないか?（2017年8月9日、SRCL-9497） - EAN 4547366319187。
- いつかできるから今日できる（2017年10月11日、SRCL-9572/80） - EAN 4547366330311。
- 不眠症（2017年10月11日、SRCL-9572/80） - EAN 4547366330311。
- シンクロニシティ（2018年4月25日、SRCL-9782/90） - EAN 4547366354140。
- Against（2018年4月25日、SRCL-9782/90） - EAN 4547366354140。
- ジコチューで行こう!（2018年8月8日、SRCL-9913/21） - EAN 4547366369465。
- 空扉（2018年8月8日、SRCL-9913/21） - EAN 4547366369465。
- あんなに好きだったのに…（2018年8月8日、SRCL-9921） - EAN 4547366369496。
- 帰り道は遠回りしたくなる（2018年11月14日、SRCL-9974/82） - EAN 4547366382037。
- Sing Out!（2019年5月29日、SRCL-11186/94） - EAN 4547366406672。
- 夜明けまで強がらなくてもいい（2019年9月4日、SRCL-11260/8） - EAN 4547366418569。
- 僕のこと、知ってる?（2019年9月4日、SRCL-11260/8） - EAN 4547366418569。
- 僕の思い込み（2019年9月4日、SRCL-11268） - EAN 4547366418590。
- しあわせの保護色（2020年3月25日、SRCL-11460/8） - EAN 4547366444193。
- 世界中の隣人よ（2020年5月25日）[107]
- Route 246（2020年7月24日）
- 僕は僕を好きになる（2021年1月27日、SRCL-11680/8） - EAN 4547366487244。
- 明日がある理由（2021年1月27日、SRCL-11680/8） - EAN 4547366487244。
- Wilderness world（2021年1月27日、SRCL-11680/1） - EAN 4547366487244。
- ごめんねFingers crossed（2021年6月9日、SRCL-11836/44） - EAN 4547366507270。
- 全部 夢のまま（2021年6月9日、SRCL-11836/44） - EAN 4547366507270。
- 君に叱られた（2021年9月22日、SRCL-11880/8） - EAN 4547366522303。
- 私の色（2021年9月22日、SRCL-11884/5） - EAN 4547366522327。
- 他人のそら似（2021年9月22日、SRCL-11888） - EAN 4547366522334。

まゆ坂46
- ツインテールはもうしない（2012年7月25日、SRCL-8030/1） - EAN 4988009052632。

### アルバム
乃木坂46
- 透明な色（2015年1月7日、SRCL-8662/7） - EAN 4988009099934。
- それぞれの椅子（2016年5月25日、SRCL-9078/86） - EAN 4988009128580。
- 生まれてから初めて見た夢（2017年5月24日、SRCL-9437/44） - EAN 4547366307825。
- 今が思い出になるまで（2019年4月17日、SRCL-11140/7） - EAN 4547366401325。
- Time flies（2021年12月15日、SRCL-12020/30） - EAN 4547366534184。

### 映像作品
- 高山一実×市井昌秀（2012年2月22日） - EAN 4988009051550。
- 高山一実×松本博樹（2012年5月2日） - EAN 4988009052250。
- AKB48 リクエストアワー セットリストベスト100 2012（2012年6月13日） - EAN 4580303210611。
- さばドル（2012年7月25日） - EAN 4534530055859。
- 高山一実×森田亮（2012年8月22日） - EAN 4988009052892。
- 高山一実（2012年12月19日） - EAN 4988009056456。
- 指原莉乃プロデュース『第一回ゆび祭り〜アイドル臨時総会〜』（2012年12月26日） - EAN 4988064916603。
- 高山一実×金子茂樹（2013年3月13日） - EAN 4988009080833。
- 16人のプリンシパル@PARCO劇場ダイジェスト（2013年7月3日） - EAN 4988009084725。
- 初夏の全力! 乃木坂46大運動会（2013年7月3日） - EAN 4988009084732。
- Making of 6th Single（2013年7月3日） - EAN 4988009084749。
- BAD BOYS J（2013年9月11日） - EAN 4988021719872。
- 高山一実×中村太洸（2013年11月27日） - EAN 4988009087887。
- 乃木坂46 1ST YEAR BIRTHDAY LIVE 2013.2.22 MAKUHARI MESSE（2014年2月5日） - EAN 4988009090900。
- NOGIBINGO!（2014年3月7日） - EAN 4988021109758。
- Creator's Etude 濱口優編（2014年4月2日） - EAN 4988009092294。
- 劇場版 BAD BOYS J -最後に守るもの-（2014年5月28日） - EAN 4988021713108。
- 高山一実×山崎連基（2014年7月9日） - EAN 4988009094212。
- NOGIBINGO!2（2014年9月12日） - EAN 4988021299015。
- 高山一実（2014年10月8日） - EAN 4988009097275。
- 高山一実&能條愛未（2015年3月18日） - EAN 4988009104461。
- 高山一実の『推しどこ?』（2015年3月25日） - EAN 4988009104911。
- NOGIBINGO!3（2015年4月24日） - EAN 4988021729635。
- 乃木坂46 2ND YEAR BIRTHDAY LIVE 2014.2.22 YOKOHAMA ARENA（2015年6月17日） - EAN 4988009110134。
- 衛藤美彩&高山一実（2015年7月22日） - EAN 4988009110783。
- NOGIBINGO!4（2015年10月16日） - EAN 4988021729734。
- 高山一実（2015年10月28日） - EAN 4988009116761。
- 悲しみの忘れ方 Documentary of 乃木坂46（2015年11月18日） - EAN 4988104099327。
- 花燃ゆ 完全版 第弐集（2015年12月16日） - EAN 4988013413283。
- 初森ベマーズ（2016年1月20日） - EAN 4988104099433。
- NOGIBINGO!5（2016年2月19日） - EAN 4988021729871。
- 高山一実（2016年3月23日） - EAN 4988009124902。
- 乃木坂46 3rd YEAR BIRTHDAY LIVE 2015.2.22 SEIBU DOME（2016年7月6日） - EAN 4988009129518。
- NOGIBINGO!6（2016年9月30日） - EAN 4988021714662。
- 乃木坂46 4th YEAR BIRTHDAY LIVE 2016.8.28-30 JINGU STADIUM（2017年6月28日） - EAN 4547366310580。
- NOGIBINGO!7（2017年8月4日） - EAN 4988021146081。
- NOGIBINGO!8（2018年3月16日） - EAN 4988021146821。
- 乃木坂46 5th YEAR BIRTHDAY LIVE 2017.2.20-22 SAITAMA SUPER ARENA（2018年3月28日） - EAN 4547366344523。
- 乃木坂46 真夏の全国ツアー2017 FINAL! IN TOKYO DOME（2018年7月11日） - EAN 4547366363999。
- NOGIBINGO!9（2018年10月19日） - EAN 4988021147392。
- 乃木坂46版 ミュージカル「美少女戦士セーラームーン」（2019年3月20日） - EAN 4589630117631。
- 乃木坂46 6th YEAR BIRTHDAY LIVE 2018.07.06-08 JINGU STADIUM&CHICHIBUNOMIYA RUGBY STADIUM（2019年7月3日） - EAN 4547366411270。
- NOGIBINGO!10（2019年10月25日） - EAN 4988021148757。
- 高山工事中（2019年11月6日） - EAN 4547366426847。
- いつのまにか、ここにいる Documentary of 乃木坂46（2019年12月25日） - EAN 4988104123695。
- 乃木坂46 7th YEAR BIRTHDAY LIVE 2019.2.21-24 KYOCERA DOME OSAKA（2020年2月5日） - EAN 4547366438956。
- 乃木坂46 8th YEAR BIRTHDAY LIVE 2020.2.21-24 NAGOYA DOME（2020年12月23日） - EAN 4547366482812。
- NOGIZAKA46 Mai Shiraishi Graduation Concert 〜Always beside you〜（2021年3月10日） - EAN 4547366491104。
- 乃木坂46 9th YEAR BIRTHDAY LIVE 5DAYS（2022年6月8日） - EAN 4547366541441, EAN 4547366541465。
- 乃木坂46 真夏の全国ツアー2021 FINAL! IN TOKYO DOME（2022年11月16日） - EAN 4547366576009, EAN 4547366576016。
- 乃木坂46 10th YEAR BIRTHDAY LIVE（2023年2月22日） - EAN 4547366594324, EAN 4547366594447。
- さ〜ゆ〜Ready?さゆりんご軍団ライブ/松村沙友理 卒業コンサート（2023年4月26日）[108]

### 作詞
- 方位自身（歌：東ゆう〈結川あさき〉、大河くるみ〈羊宮妃那〉、華鳥蘭子〈上田麗奈〉、亀井美嘉〈相川遥花〉） - アニメーション映画『トラペジウム』エンディングテーマ[109][注 11]。

## 出演

### テレビドラマ
- BAD BOYS J（2013年4月7日 - 6月23日、日本テレビ）百瀬遥 役[111]
- 初森ベマーズ（2015年7月11日 - 9月26日、テレビ東京）コテ 役[112]
- 超人間要塞ヒロシ戦記（2023年2月13日 - 3月16日、NHK総合）主演・アケミ・バルドー 役[113]

### バラエティ
- しくじり先生 俺みたいになるな!!（2014年11月14日 - 、テレビ朝日・ABEMA）準レギュラー[114][115]
- オールスター後夜祭（TBS）MC
  - オールスター後夜祭'18春（2018年4月1日）[116]
  - オールスター後夜祭'18秋（2018年10月7日）[117]
  - オールスター後夜祭'19春（2019年4月7日）[118]
  - オールスター後夜祭'20春（放送中止）[注 12]
  - オールスター後夜祭'21春（2021年3月28日）[121]
  - オールスター後夜祭'21秋（2021年10月10日）[122]
  - オールスター後夜祭'22春（2022年3月27日）[123]
  - オールスター後夜祭'22秋（2022年10月2日）[124]
  - オールスター後夜祭'23春（2023年4月9日）[125]
  - オールスター後夜祭'23秋（2023年10月15日）[126]
  - オールスター後夜祭'24春（2024年4月7日）[127]
  - オールスター後夜祭'24秋（2024年10月6日）[128]
  - オールスター後夜祭'25春（2025年3月30日）[129]
- クイズプレゼンバラエティー Qさま!!（2020年4月20日 - 、テレビ朝日）MC
  - 2020年4月20日放送分から、産休入りした優香の代役として進行を担当[130]。11月9日放送分で優香が復帰した後も「新人見習いMC」として引き続き出演していたが[131][132]、2021年10月25日の放送で10月より正式MCに任命された。
- 田舎で1000万プレイヤー（2020年9月15日、フジテレビ）MC[133]
- 仕事とお金のマジメな話（2021年12月30日、2022年4月3日・6月23日、テレビ朝日）アシスタント→MC[134]
- ナレーションガチャ〜その通りにできるかな?〜（2022年1月2日、テレビ朝日）サブMC[135]
- 毎日の献立に悩んでいる方、必見!あの芸能人の秘伝レシピ、伝授します!（2022年2月26日、テレビ東京）アシスタント[136]
- 今から行きたい至極グルメ ほほおちゴハン!（2022年4月9日 - 9月24日、テレビ東京）MC[137]
- TBSスター育成プロジェクト 私が女優になる日_ Season 2 - Season 3（2022年4月17日 - 2024年3月31日、TBS）スペシャルサポーター→MC[138]
- 学校中を笑わせよう!（2022年8月4日 - 11日、TBS）MC[139]
- チバジン what a beautiful life（2023年1月1日、チバテレ）[140]

### その他のテレビ番組
- 秋元康の10時間ラジオ（2017年6月2日、NHK総合）[141]
- 持論独論（2019年3月10日、NHK総合）[142]
- 3分ドキュメンタリー（2021年8月18日、NHK総合）MC[143]
- シン・にっぽん聴こう!（2022年2月28日 - 3月14日、2023年3月11日、NHK Eテレ）MC[144][145][146]
- アーティストリポート（2022年3月28日、TBS）MC[147]

### ラジオ
- ザ・ヒットスタジオ（2018年7月19日 - 2020年8月5日、毎日放送）水曜日レギュラー[注 13][148]
- おとなりさん（2022年4月7日 - 2023年9月28日、文化放送）木曜パーソナリティ[149][150]

### 映画
- 劇場版BAD BOYS J -最後に守るもの-（2013年11月9日、ショウゲート）百瀬遥 役[151]

### 劇場アニメ
- トラペジウム（2024年5月10日、アニプレックス）老人A 役[152]

### 舞台
- じょしらく（2015年6月19日 - 21日・24日・28日、AiiA 2.5 Theater Tokyo）防波亭手寅 役[153][154]
- 乃木坂46版 ミュージカル「美少女戦士セーラームーン」（2018年6月8日 - 24日、天王洲 銀河劇場 / 9月21日 - 30日、TBS赤坂ACTシアター）Team MOON：火野レイ / セーラーマーズ 役[155]

### ミュージック・ビデオ
- K「誓い〜Waiting For Love〜」（2014年）[156]

### ネット配信
- ソニレコ! 暇つぶしTV（2013年10月9日 - 2015年10月5日、ソニー・ミュージックレコーズ）MC[157]
- 独占! アイドル（恥）シアター（2015年6月14日 - 21日、NOTTV）MC[158]
- ここは笑いのふしぎ堂書店（2023年11月22日〈シーズン1〉、Amazon Prime〈Amazon Original〉）店員（琴音） 役[159]

### イベント
- 千葉ロッテマリーンズ対福岡ソフトバンクホークス7回戦 始球式（2022年5月7日、ZOZOマリンスタジアム）[160]

## 書籍

### 写真集
- 季刊 乃木坂 vol.3 涼秋（2014年9月4日、東京ニュース通信社）[55]
- 恋かもしれない（2016年9月15日、学研プラス）ソロ写真集[161]
- 独白（2019年2月26日、徳間書店）2nd写真集[162]

### 雑誌・新聞連載
- 東京スポーツ（東京スポーツ新聞社）
  - 乃木坂46 高山一実と仲間たち 昭和にアメイジング!（2013年4月3日 - 2014年9月）[21]
  - 帰ってきた! 昭和にアメイジング!（2015年10月5日 - 2016年3月）[163]
- ダ・ヴィンチ（KADOKAWA）
  - 乃木坂活字部!（2015年3月6日 - ）[164]
  - トラペジウム（2016年4月6日 - 8月6日[165]）作・高山一実[注 14]、絵・たえ[167]

### 小説
- キャリーオーバー（2016年1月5日）作・高山一実、挿絵・深川麻衣[168]
- トラペジウム
  - 単行本（2018年11月28日、KADOKAWA、ISBN 978-4-04-068696-7）[169]
  - 文庫判（2020年4月25日、KADOKAWA、ISBN 978-4-04-102644-1）[170]

### ビジネス書
- お金がずっと増え続ける 投資のメソッド－アイドルのわたしでも。（2017年9月7日、PHP研究所、ISBN 978-4-5698-3866-3）奥山泰全と共著[171]

### 絵本
- がっぴちゃん（2024年2月21日、KADOKAWA、ISBN 978-4-0411-4661-3）文：高山一実、画：みるく[172]